# ヒート (パチスロ)
ヒートは、1999年2月に山佐から発売されたパチスロ機。

## 特徴
- スペックは一般的なAタイプの機種。
- チャンス予告を搭載している。払い出し枚数を表示するセグメントを利用しており、このアイデアはその後の機種でも利用されている。
- チャンス予告は数種類あり、基本的に小役とリンクしているため、予告と出目次第では1リール確定や2リール確定となる場合もある。
- ボーナス告知機能も搭載されている。派手な効果音とともに全リールが消灯する。
- 左リールにはBAR・7・BAR・7と並んでいる配列が特徴である。なお、この左リール配列は後発のホースシューR、ハイブリッドと同一（中・右リールは異なる）。
- 0枚役の松明が並べばボーナス確定。
- リプレイハズシの効果は+10枚程度。

## ボーナス確率・機械割
| 設定 | BIG      | REG      | 機械割 |
| ---- | -------- | -------- | ------ |
| 1    | 1/327.68 | 1/431.16 | 93.0%  |
| 2    | 1/303.41 | 1/409.6  | 96.5%  |
| 3    | 1/282.48 | 1/390.1  | 100.0% |
| 4    | 1/264.26 | 1/372.36 | 103.5% |
| 5    | 1/248.24 | 1/356.17 | 107.0% |
| 6    | 1/240.94 | 1/315.08 | 110.5% |

※機械割はメーカー発表